# Consip
Consip è una società italiana per azioni detenuta dal Ministero dell'economia, che svolge il compito di centrale acquisti della pubblica amministrazione del Paese.
È la prima centrale di committenza in Italia e tra le prime in Europa a ricevere la certificazione di qualità ISO 9001:2008 per i processi d'acquisto di beni e servizi.

## Storia
Consip fu istituita nel 1997 come Concessionaria Servizi Informativi Pubblici (CON.S.I.P) per gestire i servizi informatici dell'allora Ministero del tesoro.
Durante il primo anno di attività bandisce le gare per il sistema informativo della Ragioneria generale dello Stato, per il sistema di gestione del personale e per il nuovo sito internet del Ministero del tesoro.
Nel 2000 la legge finanziaria affida alla Consip la gestione del Programma di razionalizzazione della spesa pubblica per beni e servizi, puntando sull'utilizzo di tecnologie innovative per gli approvvigionamenti. Nello stesso anno viene stipulata la prima Convenzione ex art. 26 e nel 2001 viene bandita la prima asta online del settore pubblico. Nel 2003 nasce il Mercato elettronico della pubblica amministrazione (MePA), nel 2008 viene bandito il primo accordo quadro e nel 2011 Consip pubblica il bando istitutivo del sistema dinamico di acquisizione.
Nel 2012 il ruolo di Consip viene ridefinito nell'ambito del più ampio riassetto delle attività informatiche del MEF e del sistema degli approvvigionamenti dello Stato, potenziandone il ruolo di centrale di committenza e scorporando il ramo delle tecnologie dell'informazione e della comunicazione (TIC) verso Sogei.
Nel 2014 Consip incorpora la Sicot Srl, società dello Stato con compiti di gestione e valorizzazione delle partecipazioni societarie pubbliche e dei processi di privatizzazione.
Nel 2015 Consip partecipa attivamente al programma di riduzione a 35 del numero di stazioni appaltanti deputate a gestire le grandi gare, guidato dal Commissario alla revisione della spesa pubblica Yoram Gutgeld, avviando ruolo e definizione giuridica dei soggetti aggregatori.
Dal 2019 il suo campo di intervento riguarda anche le concessioni e i lavori pubblici.
A marzo 2020 viene incaricata, con decreto del Dipartimento della protezione civile, di acquistare grandi volumi di materiali e apparecchiature sanitarie, in tempi brevissimi, per far fronte all'emergenza Coronavirus.
Nel 2021, con il D.L. n. 77/2021, viene assegnato a Consip un ruolo specifico nella riforma "Recovery procurement platform" del Piano Nazionale Ripresa e Resilienza (PNRR).
In dicembre 2023, con l'entrata in vigore delle norme sulla digitalizzazione previste dal nuovo Codice dei contratti pubblici, la piattaforma di e-procurement di Consip viene certificata dall'Agenzia per l'Italia digitale per operare dal 1° gennaio 2024 come Piattaforma di Approvvigionamento digitale (PAD).

## Modello operativo
Consip opera come centrale di committenza nazionale, garantendo la disponibilità per la pubblica amministrazione di:
1. contratti per l'acquisto di beni, servizi e lavori immediatamente utilizzabili (convenzioni, accordi quadro, gare su delega);
2. mercati digitali per gestire in autonomia le proprie esigenze (Mercato elettronico della pubblica amministrazione - MePA, Sdapa, gare in ASP).

Tutte le attività - dallo svolgimento delle gare alla pubblicazione dei cataloghi - si svolgono attraverso una piattaforma digitale di e-procurement (www.acquistinretepa.it).

## Attività
Le attività di Consip riguardano i seguenti ambiti:
1. Programma per la razionalizzazione degli acquisti della P.A.[10];
2. Procurement per il PNRR[11];
3. Acquisizioni strategiche per la digitalizzazione[12];
4. Procurement specialistico per grandi amministrazioni;
5. Altre attività affidate su iniziative di legge o atti amministrativi.

Si tratta di attività distinte, ma fortemente integrate, i cui tratti comuni sono la ricerca dell'innovazione e l'applicazione delle tecnologie dell'informazione e della comunicazione ai processi e all'organizzazione del settore pubblico.

### Programma di razionalizzazione degli acquisti
Vi rientrano le attività del Programma di razionalizzazione della spesa pubblica per beni e servizi, istituito dalla legge finanziaria del 2000.
Obiettivi principali del Programma sono: 
1. semplificare e rendere più rapide e trasparenti le procedure degli acquisti pubblici, attraverso la diffusione e l'utilizzo delle tecnologie digitali;
2. razionalizzare e ottimizzare la spesa pubblica intervenendo su innovazione, qualità ed economie di scala.

Il Programma viene attuato fornendo alle pubbliche amministrazioni la disponibilità di molteplici strumenti di acquisto – convenzioni, accordi quadro, Mercato elettronico della pubblica amministrazione, Sistema dinamico di acquisizione, gare in ASP – nonché fornendo loro supporto ed assistenza nell'utilizzo di tali strumenti.

### Procurement per il PNRR
Nel Piano nazionale di ripresa e resilienza (PNRR), un capitolo è dedicato alla riforma del sistema nazionale degli appalti pubblici prevedendo, tra le diverse misure, anche la riforma "Recovery Procurement Platform" - Digitalizzazione e rafforzamento della capacità amministrativa delle amministrazioni aggiudicatrici. A Consip vengono attribuiti i seguenti compiti:
1. realizzazione di "contratti" funzionali alla attuazione dei progetti, nonché dei servizi di supporto necessari per il loro utilizzo;[14]
2. evoluzione del sistema nazionale di e-procurement;
3. programma di informazione, formazione e tutoraggio sull'utilizzo di strumenti avanzati di acquisto e negoziazione.

### Acquisizioni strategiche per la digitalizzazione
Consip, in qualità di centrale di committenza nazionale, mette a disposizione della PA gli strumenti di procurement idonei alla realizzazione dei progetti di trasformazione digitale: "Gare Strategiche" e "Gare SPC – Sistema Pubblico di connettività". Le finalità che Consip persegue sono:
1. Supporto ai grandi progetti di digitalizzazione della PA;
2. Eccellenza, innovazione e qualità dei servizi ICT;
3. Razionalizzazione dei servizi e delle infrastrutture, offrendo servizi e infrastrutture allo "stato dell'arte" delle tecnologie.

### Procurement specialistico per grandi amministrazioni
In questo ambito, Consip supporta singole amministrazioni su tutti gli aspetti del processo di approvvigionamento, agendo per loro conto come centrale di committenza su progetti di particolare complessità. Le amministrazioni beneficiano, quindi, delle competenze specialistiche relative a tutti gli aspetti del processo: dall'analisi dei fabbisogni alla progettazione, dalla successiva pubblicazione e aggiudicazione della gara.
Le amministrazioni centrali inserite nel conto economico consolidato delle amministrazioni pubbliche, come individuate dall'Istat, e gli enti nazionali di previdenza e assistenza sociale possono avvalersi di Consip per le acquisizioni di beni e servizi sopra la soglia di rilievo comunitario, stipulando appositi accordi bilaterali. Inoltre, l'azione come centrale di committenza si svolge anche in base a norme puntuali - è il caso ad esempio del D.L. n. 95/2012 che assegna a Consip il ruolo di centrale di committenza per Sogei - o in base ai principi generali che regolano l'attività di centrale di committenza e dello statuto societario.
In questo contesto, dal 2015 Consip avvia con il Ministero della cultura un nuovo programma di gare per servizi e per concessioni finalizzati alla gestione e valorizzazione del patrimonio culturale italiano.

### Altre attività
Consip svolge ulteriori compiti assegnati da leggi o atti amministrativi che rispondono a specifiche esigenze delle amministrazioni:
- assiste il Dipartimento dell'Economia del Ministero dell'economia e delle finanze nelle attività di gestione e valorizzazione delle partecipazioni azionarie detenute dallo Stato e per l'attuazione dei processi di privatizzazione;
- svolge per conto del Ministero dell'economia e delle finanze – che ha la competenza in materia di revisione legale dei conti (D.Lgs. 27 gennaio 2010, n. 39) – le attività per la tenuta del Registro dei revisori legali e del Registro del tirocinio;
- è soggetto di riferimento della Ragioneria generale dello Stato - IGRUE per il supporto nei confronti delle amministrazioni centrali e regionali titolari di programmi di sviluppo cofinanziati con fondi UE;
- supporta il Dipartimento delle finanze del MEF nelle attività di coordinamento e ridefinizione dei processi di governo ICT, di adeguamento dei processi organizzativi e di individuazione di nuove soluzioni organizzative, nell'attività di ottimizzazione dell'efficienza ed economicità del Sistema Informativo Fiscalità.

## Organi societari
Cronologia dei vertici aziendali Consip.
| Periodo                           | Carica e nome | Note          |
| --------------------------------- | --- | ------------- |
| dal 2024 (mandato 2024 - 2026)    | - Presidente: Stefano Tomasini - Amministratore delegato: Marco Reggiani | [ 19 ]        |
| 2023 - 2024 (mandato 2023 - 2025) | - Presidente: Barbara Luisi - Amministratore delegato: Marco Mizzau | [ 20 ]        |
| 2020 - 2023                       | - Presidente (dal 2023): Barbara Luisi - Presidente (2020-2023): Valeria Vaccaro - Amministratore delegato: Cristiano Cannarsa                                                             | [ 21 ]        |
| 2017 - 2020                       | - Presidente (2018-2020): Renato Catalano - Presidente (2017-2018): Roberto Basso - Amministratore delegato: Cristiano Cannarsa                                                            | [ 22 ]        |
| 2015 - 2017                       | - Presidente: Luigi Ferrara - Amministratore delegato: Luigi Marroni | [ 23 ]        |
| 2012 - 2015                       | - Presidente (2014-2015): Luigi Ferrara - Presidente (2012-2014): Giuseppina Baffi - Amministratore delegato: Domenico Casalino                                                            | [ 24 ] [ 25 ] |
| 2011 - 2012 (mandato 2011 - 2014) | - Presidente: Raffaele Ferrara - Amministratore delegato: Domenico Casalino | [ 26 ]        |
| 2008 - 2011                       | - Presidente: Giovanni Catanzaro - Vicepresidente: Domenico Casalino - Amministratore delegato: Danilo Broggi                                                                              | [ 27 ]        |
| 2005 - 2008                       | - Presidente: Roberto Maria Radice - Vicepresidente: Giovanni Catanzaro - Amministratore delegato (2006 - 2008): Danilo Broggi - Amministratore delegato (2005 - 2006): Ferruccio Ferranti | [ 28 ]        |
| 2002 - 2005                       | - Presidente: Gustavo Piga - Vicepresidente: Stefano Scalera - Amministratore delegato: Ferruccio Ferranti                                                                                 | [ 29 ]        |
| 2001 - 2002 (mandato 2001 - 2004) | - Presidente: Fortunato Cocco - Amministratore delegato: Roberto Falavolti | [ 30 ]        |
| 1998 - 2001                       | - Presidente: Luigi Scimia - Amministratore delegato: Roberto Falavolti | [ 31 ]        |

## Controversie e procedimenti giudiziari

### Accesso delle PMI ai grandi appalti
La partecipazione delle piccole e medie imprese (PMI) alle gare per aggiudicare convenzioni ex art. 26 rappresenta un tema dibattuto presso le associazioni di categoria di impresa, economisti e giuristi. In generale, l'aggregazione dei fabbisogni di uno o più Enti, genera un volume di fornitura che ostacola la partecipazione delle singole PMI alla fornitura stessa sia per ragioni di capacità tecnica di farvi fronte, sia per i requisiti elevati previsti per la partecipazione alla gara.
Nel 2015, Gustavo Piga, presidente di Consip nel triennio 2002-2005, sostiene che il ruolo centrale nel sistema degli appalti pubblici assegnato alla società con la legge di stabilità per il 2016 rischia di produrre più danni che vantaggi, in quanto la centralizzazione delle gare d'appalto produce una crescita delle dimensioni delle stesse, diventando dunque difficilmente accessibili a quelle "micro, piccole e medie imprese", per le quali il lavoro per la pubblica amministrazione costituisce l'entrata vitale che può permetterne la crescita, tant'è vero che negli USA l'aggregazione di gare è scoraggiata. Inoltre l'obbligo di acquisto su gare Consip scoraggia - prosegue Piga - l'attività di quelle pubbliche amministrazioni che sarebbero in grado di aggiudicare appalti a condizioni più vantaggiose rispetto a quelle spuntate da Consip, questo in quanto anche queste amministrazioni saranno obbligate per legge ad acquistare ai prezzi più alti aggiudicati da Consip.
Su tali aspetti Consip ha pubblicato studi specifici nel 2008, nel 2015 e nel 2016. Alcune misure sono state intraprese dal 2014 (l'eliminazione dei requisiti di fatturato per la partecipazione alle gare da parte di PMI, disciplina favorevole alla partecipazione di imprese in raggruppamento, ecc.), ottenendo, già nel 2015, risultati di maggiore apertura alle PMI.
A partire dal 2017 sono state messe in campo ulteriori politiche per incoraggiare la partecipazione di tutte le imprese – in particolare quelle piccole e medie - alle iniziative del Programma acquisti, attraverso una riduzione degli importi globali delle gare, una maggiore suddivisione in lotti di dimensioni ridotte, uno snellimento delle procedure di accreditamento al Mercato elettronico della pubblica amministrazione (MePA). Il risultato di tali misure è stata una crescita del numero dei lotti banditi e aggiudicati, del livello di partecipazione alle gare e dei fornitori abilitati agli strumenti di acquisto.

### Concorrenza nei servizi assicurativi
Nel 2014 l'Antitrust, a seguito della comunicazione di alcune pubbliche amministrazioni, ha segnalato la situazione di gare per l'offerta di servizi assicurativi per veicoli e natanti della pubblica amministrazione, andate deserte, provocando la "proroga dei contratti in essere"; si tratta di bandi di "dimensioni molto considerevoli", che produrrebbero "criticità concorrenziali potenzialmente in grado di alterare il corretto funzionamento del mercato".

### Procedimenti giudiziari

#### Turbative di appalti Consip
Da fine 2016 la stampa riporta notizie su inchieste relative a diverse ipotesi di reato: la corruzione di un dirigente della società da parte dell'imprenditore Alfredo Romeo, la turbativa d'asta di una gara, il favoreggiamento per rivelazione di notizie sulle indagini in corso. Circa la corruzione di un dirigente Consip, in luglio 2017 questi patteggia una condanna a 20 mesi di reclusione e viene licenziato. Circa la turbativa d'asta, in settembre 2021 vengono assolti con formula piena un altro dirigente della società e l'ex amministratore delegato che erano indagati, vengono rinviate a giudizio tre persone, tra cui Alfredo Romeo e Italo Bocchino, e condannate tre persone, tra cui Denis Verdini e Ignazio Abrignani. Circa il favoreggiamento, l'inchiesta riguarda l'allora ministro dello sport Luca Lotti e l'allora comandante generale dei Carabinieri Tullio Del Sette poiché avrebbero rivelato l'esistenza dell'indagine all'amministratore delegato di Consip, Luigi Marroni e al presidente Luigi Ferrara. In ottobre 2019 vengono rinviati a giudizio Lotti e Del Sette per favoreggiamento; nel 2021 Del Sette viene condannato in primo grado per rivelazione del segreto d'ufficio e favoreggiamento e poi assolto con formula piena in appello nel 2023. Nel novembre 2022 Romeo viene condannato in primo grado per corruzione e nel marzo 2024 viene assolto in appello, con formula piena. Nel marzo 2024 Luca Lotti viene assolto con formula piena.

#### Pratiche collusive in appalti Consip
Su segnalazione di Consip vengono rilevate da AGCM pratiche collusive (intese restrittive della concorrenza mediante accordi e pratiche concordate) operate tra concorrenti alle gare di:
- servizi di pulizie nelle scuole, bandita nel 2012, in cui quattro operatori economici sono stati sanzionati nel 2015 per oltre 100 milioni di euro;[50]
- servizi di igiene e salute sui luoghi di lavoro, bandita nel 2015, in cui due operatori economici sono stati sanzionati per 3 milioni di euro;[51]
- servizi di consulenza, in cui gli operatori economici sono stati sanzionati nel 2017 per 23 milioni di euro;[52]
- servizi di facility management bandita nel 2014, in cui nove operatori economici sono stati sanzionati nel 2019 per 234 milioni di euro.[53]

## Premi e riconoscimenti

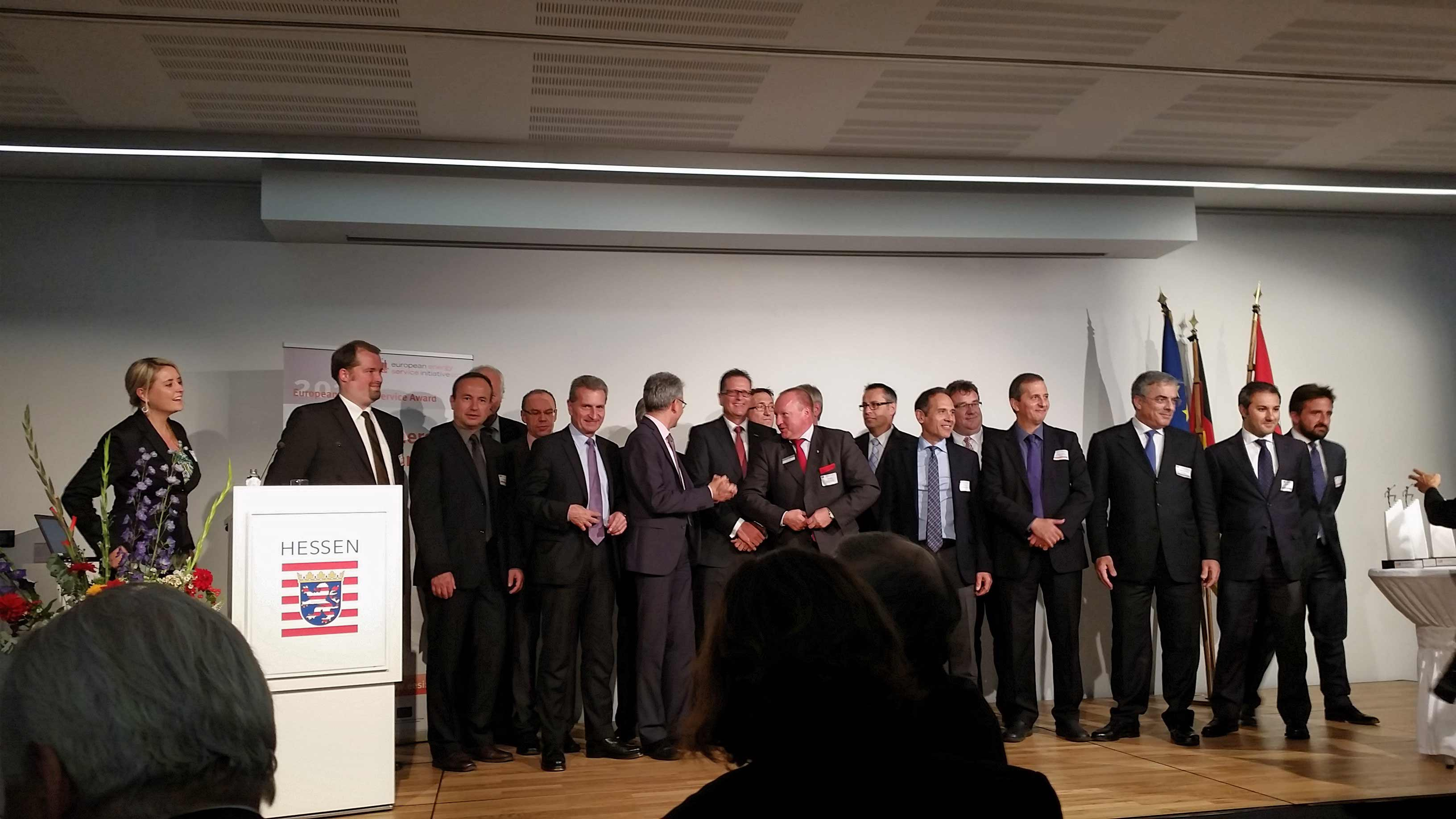
I rappresentanti di Consip (gli ultimi tre a destra) alla consegna del premio European Energy Service Award l'8 ottobre 2014 a Bruxelles da parte di Günther Oettinger (6º da sinistra), allora Commissario europeo per l'energia

- Premio Best Practice Patrimoni Pubblici - 10ª edizione, 2016, su consip.it. URL consultato il 27 maggio 2016 (archiviato dall'url originale il 19 giugno 2016).
- Premio Best Practice Patrimoni Pubblici - 9ª edizione, 2015, su terotec.it.
- European Energy Service Award, 2014, su eesi2020.eu.
- Premio Ambrogio Lorenzetti per la governance delle imprese, 2014, su premio.governanceconsulting.com (archiviato dall'url originale il 26 luglio 2014).
- Premio Best Practice Patrimoni Pubblici - 6ª edizione, 2012, su terotec.it.
- European eGovernment Awards, 2009, su epractice.eu.
- European Public Service Award, 2009, su epsa2009.eu. URL consultato il 23 luglio 2014 (archiviato dall'url originale il 14 ottobre 2014).
- Premio Best Practice Patrimoni Pubblici - 2ª edizione, 2008, su terotec.it.

## Loghi

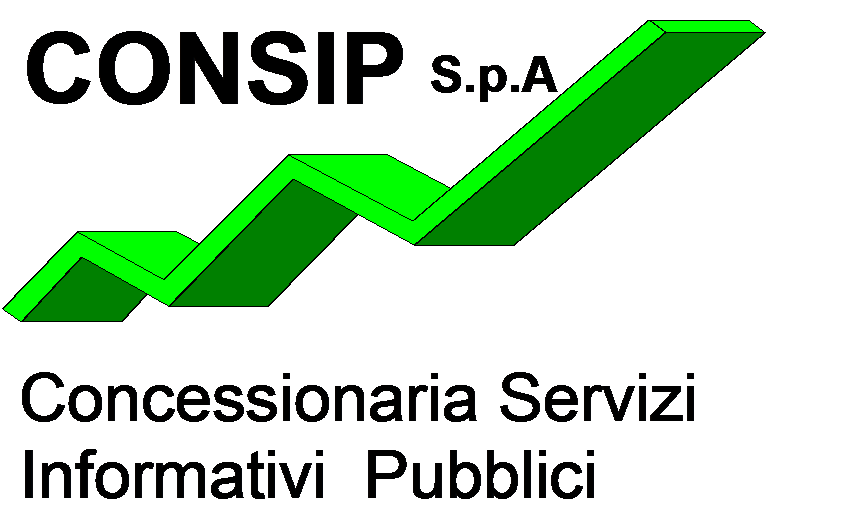
Logo Consip dal 1997 al 2001
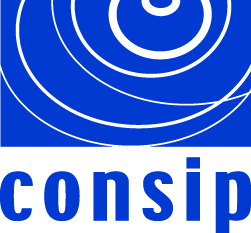
Logo Consip dal 2002 al 2006
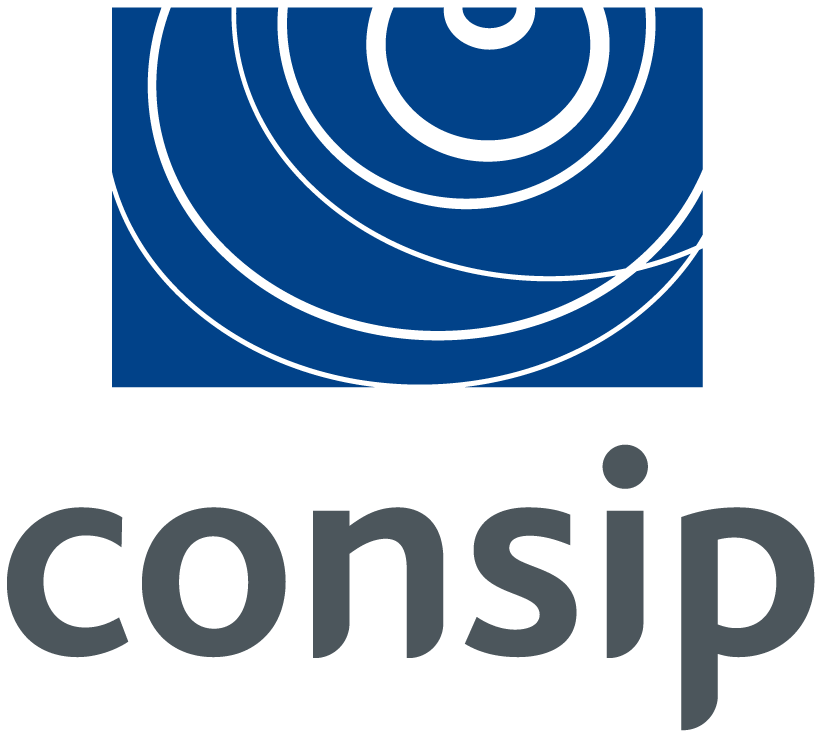
Logo Consip dal 2007

## Riferimenti normativi
- Art. 1, commi 504 e segg. della legge 28 dicembre 2015, n. 208 - Disposizioni per la formazione del bilancio annuale e pluriennale dello Stato (legge di stabilità 2016);
- Art. 4 del decreto-legge 6 luglio 2012, n. 95 - Disposizioni urgenti per la revisione della spesa pubblica con invarianza dei servizi ai cittadini nonché misure di rafforzamento patrimoniale delle imprese del settore bancario;
- Decreto ministeriale 21 ottobre 2019 - Definizione delle caratteristiche essenziali delle prestazioni principali costituenti oggetto delle convenzioni stipulate da Consip S.p.a.;
- Decreto ministeriale 24 febbraio 2000 - Conferimento alla CONSIP S.p.a. dell'incarico di stipulare convenzioni e contratti quadro per l'acquisto di beni e servizi per conto delle amministrazioni dello Stato;
- Art. 26 della legge 23 dicembre 1999, n. 488 - Disposizioni per la formazione del bilancio annuale e pluriennale dello Stato (legge finanziaria 2000).